# Frauen von Salerno
Als Frauen von Salerno (lateinisch Mulieres Salernitanae) wird eine Gruppe italienischer gelehrter, insbesondere heilkundiger Frauen bezeichnet, die an der Medizinschule von Salerno studierten, zwischen dem 11. und 15. Jahrhundert Heilkunde praktizierten, lehrten und medizinische Schriften verfassten.

## Liste
Zu den Frauen von Salerno zählen:
- Trota von Salerno – Trota wird auf das frühe 12. Jahrhundert datiert. Sie verfasste eine Practica sowie einen der drei Texte des nach ihr benannten Trotula-Ensembles.[4]

- Berdefolia – eine 1155 gestorbene Ärztin.[5][6]

- Abella – Abella soll im 11. Jahrhundert gewirkt und zwei heute verlorene Texte zu schwarzer Galle und menschlichem Sperma verfasst haben.[7]

- Rebecca de Guarna – Rebecca de Guarna soll um 1200 gewirkt und medizinische Texte über Fieber, Urin und den Embryo verfasst haben.[7]

- Mercuriade – Mercuriade soll Texte zu Pestfieber und Wundheilung verfasst haben.[7]

- Costanza Calenda – Constanza soll im 14. Jahrhundert gewirkt haben und die Tochter eines Dekans der medizinischen Fakultät von Salerno gewesen sein, der später an der Universität Neapel lehrte.[7]

## Zweifel an der Echtheit
Während John F. Benton und Monica Helen Green durch ihre Forschungen Ende des 20. Jahrhunderts Trota von Salerno als historische Person belegen konnten, gibt es mittlerweile erhebliche Zweifel an der Authentizität von Abella, Mercuriade und Rebecca, da keine mittelalterlichen Quellen bekannt sind, die auf sie oder die ihnen zugeschriebenen Werke verweisen. Green geht davon aus, dass sie 1681 aus patriotischen Motiven von Antonio Mazza erfunden wurden, um auf die Promotion von Elena Lucrezia Cornaro Piscopia 1678 in Padua zu reagieren. Green schreibt:

“No evidence of the oeuvres or even existence of the alleged medical writers and ‘professors’ at Salerno—Abella, Rebecca Guama, and Mercuriade—has been found. It now seems likely that they are the creation of a patriotic 17th-century Salernitan historian.”

## Weitere Frauen
Zum Teil werden in der (populären) Literatur auch Frauen als Mulieres Salernitanae geführt, die Raffaele Calvanico im Rahmen einer 1962 veröffentlichten Studie für das Königreich Neapel in der Zeit von 1273 bis 1410 nachgewiesen hat. Calvanico konnte seine Recherchen noch vor der Zerstörung des Archives 1943 durchführen. Nicht alle genannten Frauen können Salerno zugeordnet werden. Es sind dies, mit der Nummer des jeweiligen Eintrages in Klammern:
- Adelicia da Capua (3006)
- Bona di Guglielmo di Odorisio da Miglionico (3119)
- Clarice di Durisio da Foggia (3127)
- Costanza da Barletta (1168, 1209)
- Francesca, Frau von Matteo di Romano da Salerno (1451, 1872, 1874)
- Francesca, Frau von Vestis (916)
- Gemma da Molfetta (1981)
- Isabella da Ocre (3195)
- Lauretta, Frau von Giovanni dal Ponte da Saracena (1413, 2023, 2026)
- Letizia di Manso da Friano (3072)
- Mabilia di Scarpa da S. Maria (3327, 3371, 3406)
- Margherita di Napoli, da S. Maria (3534)
- Margherita de Ruga (3572, 3620)
- Margherita da Venosa (3226)
- Maria Gallicia (1165, 1234)
- Maria Incarnata (3571)
- Polisena de Troya (3598, 3610)
- Raymunda de Taberna (3643)
- Sabella di Ocro (or de Erro) (3071)
- Sibilia d’Afflictodi Benevento (3407)
- Sibilia da S. Giovanni Rotondo (3227)
- Trottadi Troya (966)
- Venturella Consinata (1875)
- Vigoritada Rossano (3512)